# Капска ноктеста жаба
Xenopus gilli е вид жаба от семейство Безезични жаби (Pipidae). Видът е застрашен от изчезване.

## Разпространение
Разпространен е в Южна Африка (Западен Кейп).